# Могилянський Микола Кирилович
Микола Кирилович Могиля́нський (21 березня 1877, Прилуки — 17 липня 1966, Кишинів) — український біохімік рослин (виноробство) в Російській імперії,  також мікробіолог (спиртове бродіння), спеціаліст з прикладної ботаніки (виноград, плодові, лікарські, харчові і технічні рослини), частково флорист (Молдова, Україна). Завідувач кафедри економічної географії Півдня України в Одеському сільськогосподарському інституті.
Доктор технічних наук з 1954 року, професор.

## Біографія
Народився 9 (21) березня 1877 року в місті Прилуках Полтавської губернії Російської імперії (тепер Чернігівської області України). 1899 року закінчив середнє Бессарабське училище виноробства, потім Гайзенгеймську вищу школу плодівництва.
- У 1902—1903 роках працював в дріжджовій лабораторії Бессарабського училища виноробства в Кишиневі.
- У 1904—1908 роках в Одесі — хімік-винороб Виноробної станції російських виноградарів і виноробів, вчений секретар комітету виноградарства Товариства сільського господарства півдня Росії, редактор журналу «Виноградарство і виноробство».
- У 1908—1918 роках в Кишиневі — губернський земський виноградар, вчений секретар Кишинівського відділу Російського товариства плодівництва, редактор журналу «Бессарабське сільське господарство».
- У 1918—1924 роках знову в Одесі: завідувач кафедри економічної географії Півдня України в Одеському сільськогосподарському інституті; вчений секретар Товариства сільського господарства Півдня Росії; директор Одеського училища садівництва і виноградарства; викладач виноробства в Інституті прикладної хімії і радіології; директор Вищих курсів з насіннєвої справи Наркомзему та інше.
- У 1924—1927 роках в Харкові: спеціаліст Сільськогосподарського наукового комітету України, керівник секції спеціальних культур, редактор журналу «Вісник виноградарства, плодівництва і овочівництва».
- У 1928—1933 роках в Ленінграді: вчений спеціаліст Всесоюзного інституту рослинництва, завідувач секцією виноградарства і відділом плодівництва.
- У 1933—1935 роках в Мічурінську: професор виноробства Інституту плодово-ягідних культур імені І. В. Мічуріна.
- У 1934—1935 роках в Ленінграді — завідувач кафедри збереження і переробки плодів і овочів Ленінградського плодоовочевого інституту.
- У 1936—1938 роках в Анапі — завідувач Північно-Кавказьким відділом Всесоюзного інституту виноробної промисловості.
- У 1939—1943 роках в Москві — заступник директора з наукової частини Центральної науково-дослідної лабораторії «Росглаввино».
- У 1943—1952 роках доцент Таджицького сільськогосподарського інституту по кафедрі хімії і агрохімії, а також головний винороб Міністерства харчової промисловості Таджицької РСР в Сталінабаді. У 1945 році в Московській сільськогосподарській академії імені К. А. Тімірязєва захистив кандидатську дисертацію на тему «Мікробіологічний контроль виноробного виробництва»[1].
- З 1952 року старший науковий співробітник відділу технології та мікробіології вина Інституту плодівництва, виноградарства і виноробства Молдавської філії АН СРСР.

Помер в Кишиневі 17 липня 1966 року.

## Наукова діяльність
Роботи з виноградарства, виноградного і плодово-ягідного виноробства, мікробіології виноробства, плодівництва, кліматології, ботаніці, агрономії. Розробив наукові основи технології плодово-ягідного виноробства. Вивчив поведінку дріжджових рас різного походження у змінних умовах первинного виноробства, виділив нові раси дріжджів, що відповідають вимогам виноробства, і інше. Автор понад 150 наукових робіт. Зокрема:
- Плодовое и ягодное виноделие. — Москва, 1954;
- Брожение вина и чистые культуры дрожжей. — К., 1959;
- Уксусные бактерии и скисание вина: Уксусное скисание вина, способы его предупреждения и лечения. — К., 1960;
- Обзор плесневых и других грибов, имеющих значение для виноделия. — Тр. / Молд. НИИСВиВ, 1966, т. 12.

Переклав ряд капітальних робіт з виноградарства й виноробства зарубіжних авторів (М. Майєр-Оберплан, Г. Троост, Ж. Ріберо-Гайон, Г. Шандерль та інших).

## Відзнаки
- Заслужений діяч науки і техніки Молдавської РСР (1957);
- нагороджений орденом Трудового Червоного Прапора, орденом «Знак Пошани».